# 伽耶山
伽耶山（伽倻山、カヤさん 가야산）は、大韓民国南部にある山並の総称で、慶尚北道の南西部（高霊郡・星州郡）と慶尚南道の北西部（陜川郡）にまたがり、小白山脈の一部をなす。主峰の上王峰（サンワンボン／상왕봉）は標高1,430mであるが、最高峰は1,433mの七仏峰である。周囲には標高1,000m級の山が屏風のように連なる。
かつては朝鮮八景のひとつに数えられた名山で、1966年には韓国政府の史蹟・名勝地第5号に指定され、1972年には伽耶山国立公園に指定されている。
南西麓には新羅時代の古寺・海印寺（ヘインサ）があり、高麗八万大蔵経の版木を収めた大蔵経板殿は世界遺産に登録されている。海印寺に至る長さ4kmほどの紅流洞渓谷は松林に囲まれ、龍門瀑布をはじめとする滝や岩、東屋や庵などがある。紅流洞の名は、秋の紅葉の時期には川の水まで赤く見えるところからきている。

## Gallery

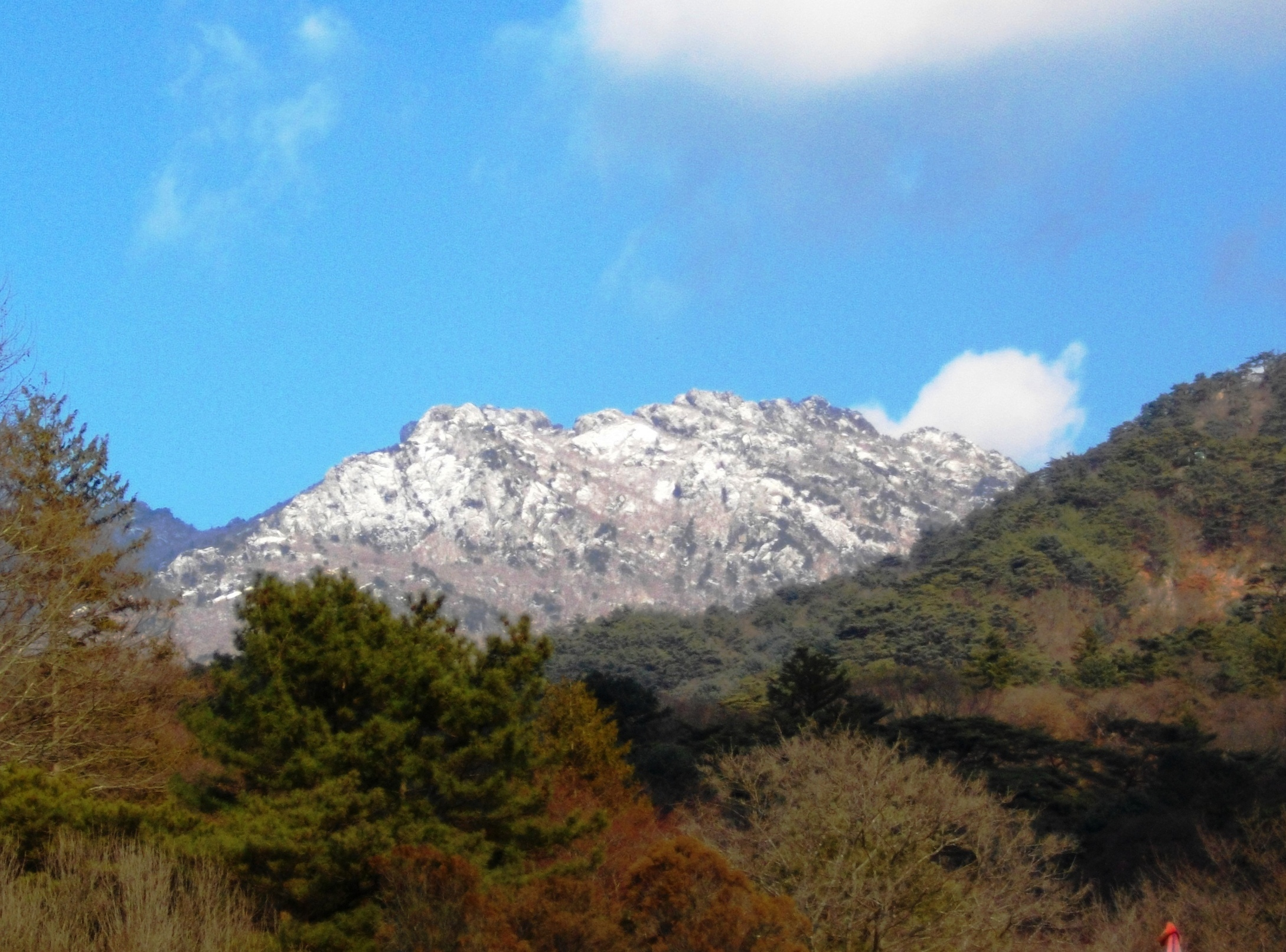
海印寺方面から見た伽耶山(2009年1月)
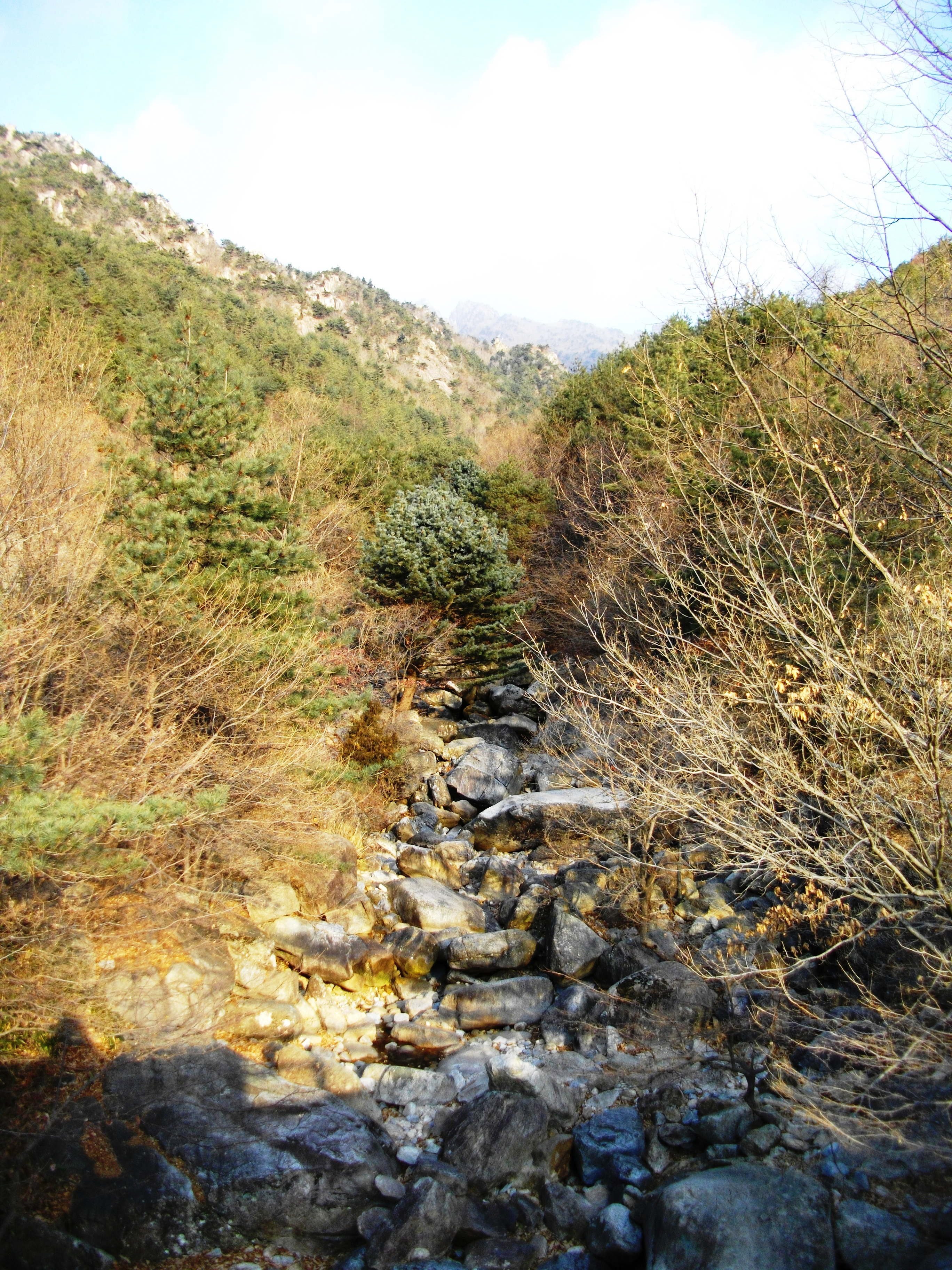
高霊郡方面から見た伽耶山(2009年1月)
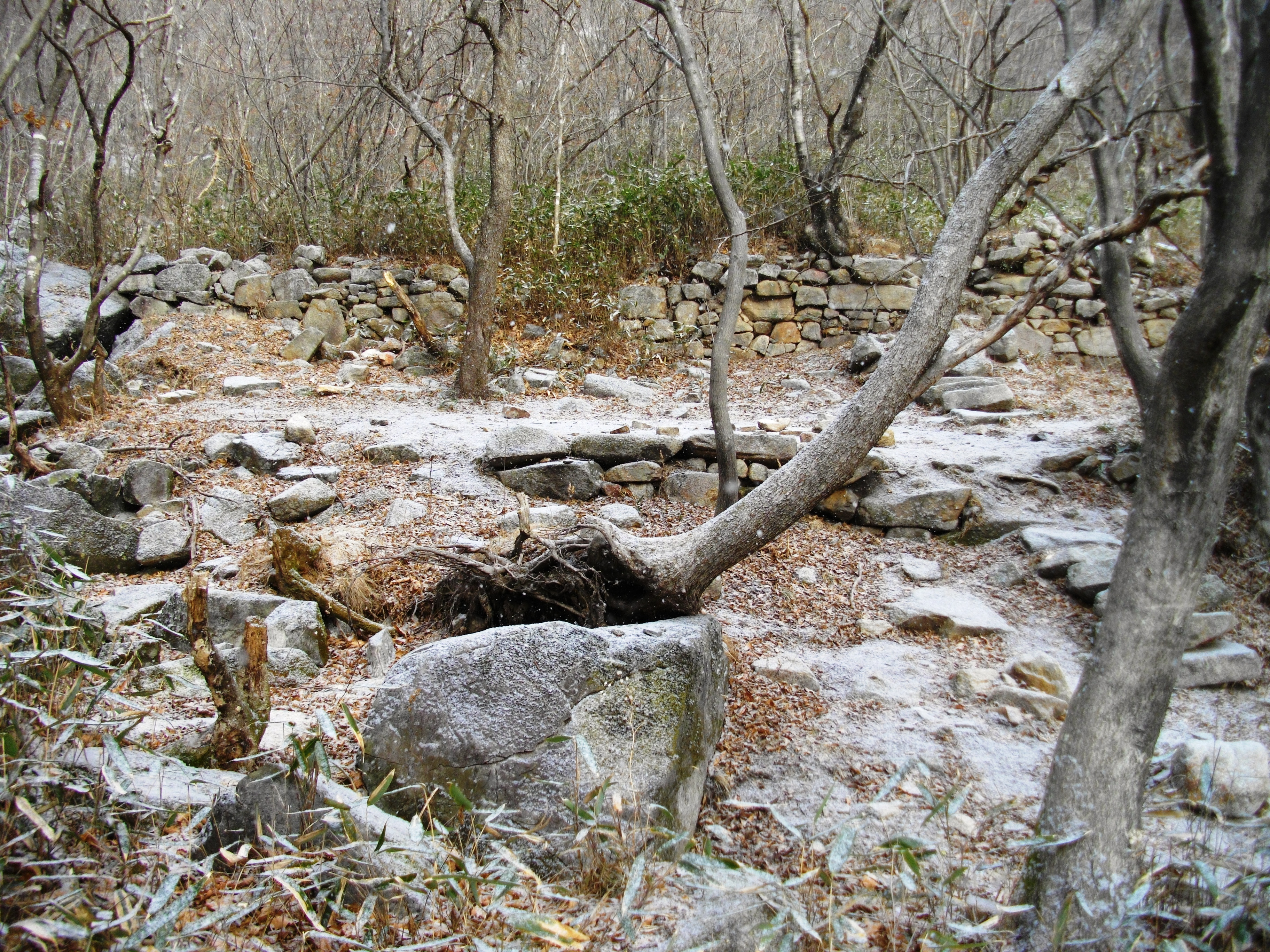
白雲庵址(2009年1月)
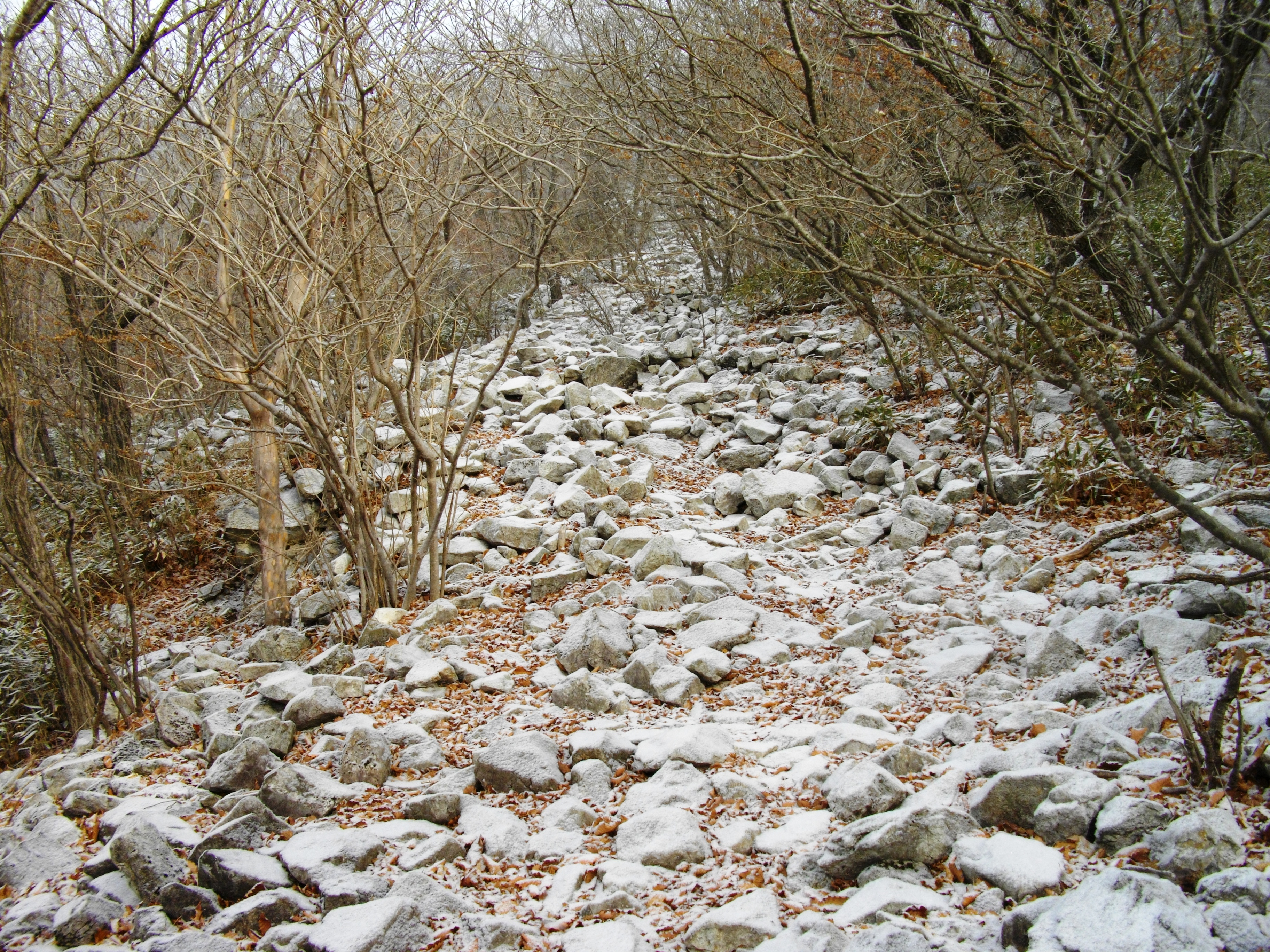
伽耶山城址(2009年1月)
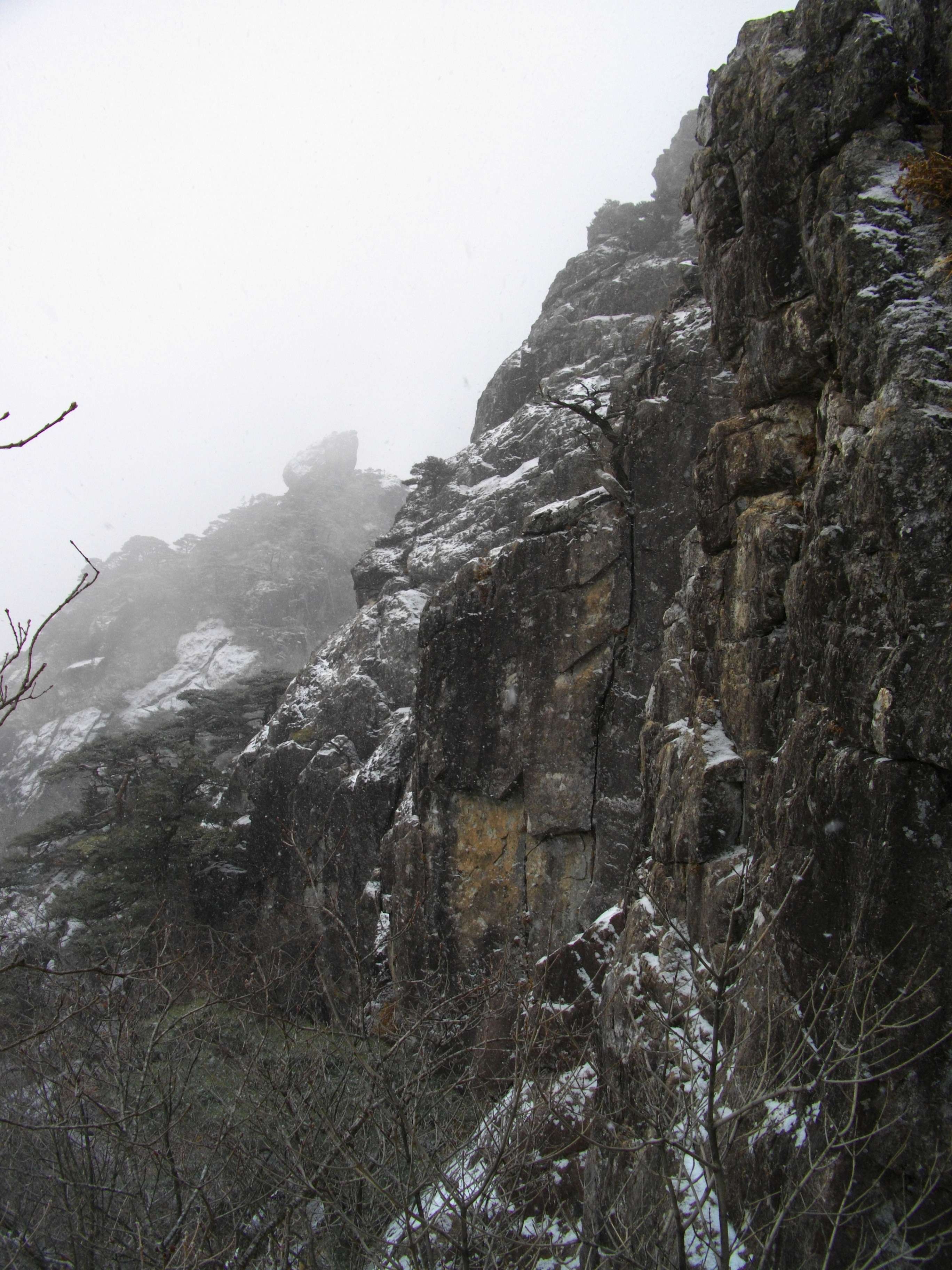
七仏峰付近の岩壁(1)(2009年1月)
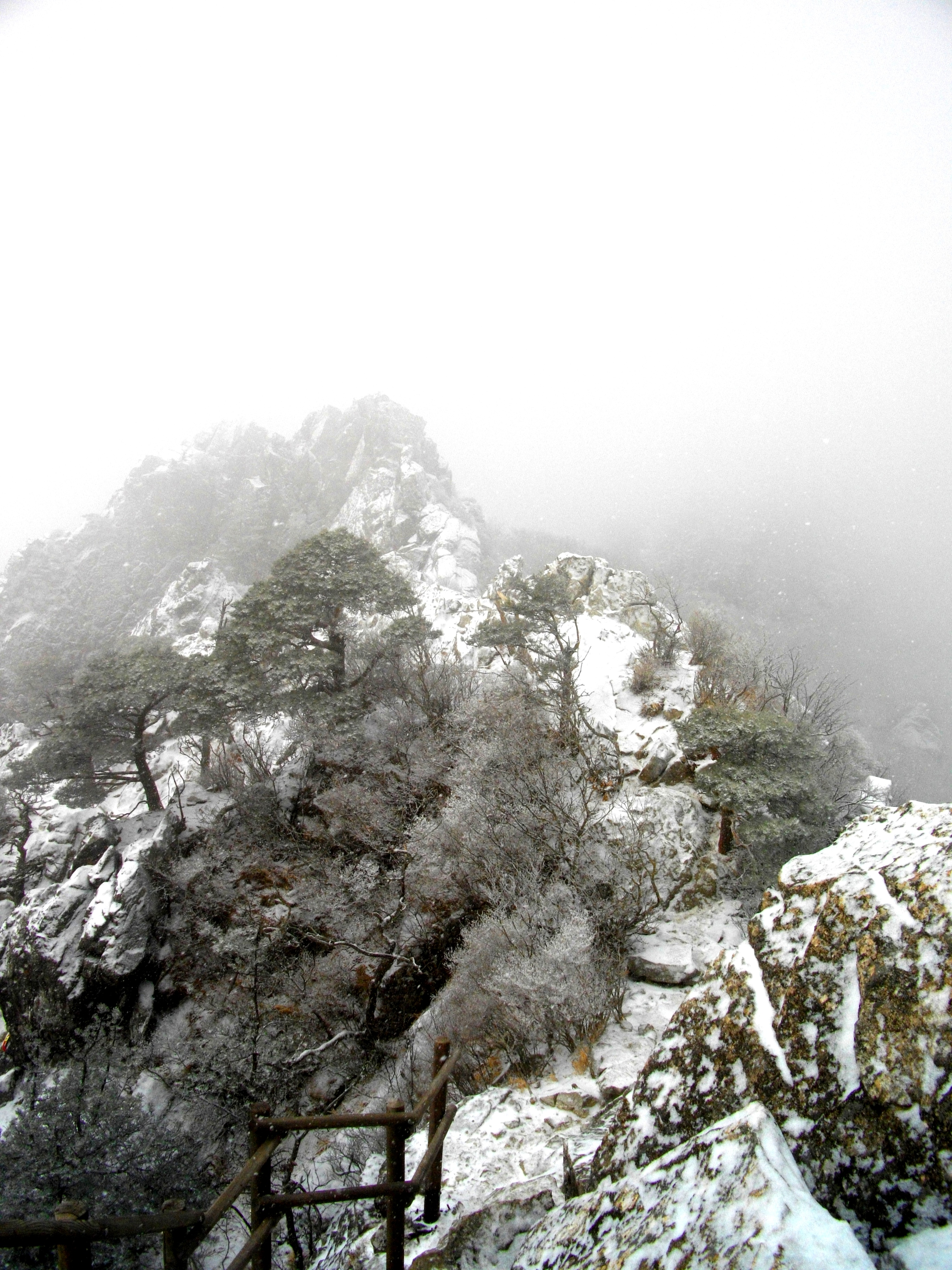
七仏峰付近の岩壁(2)(2009年1月)
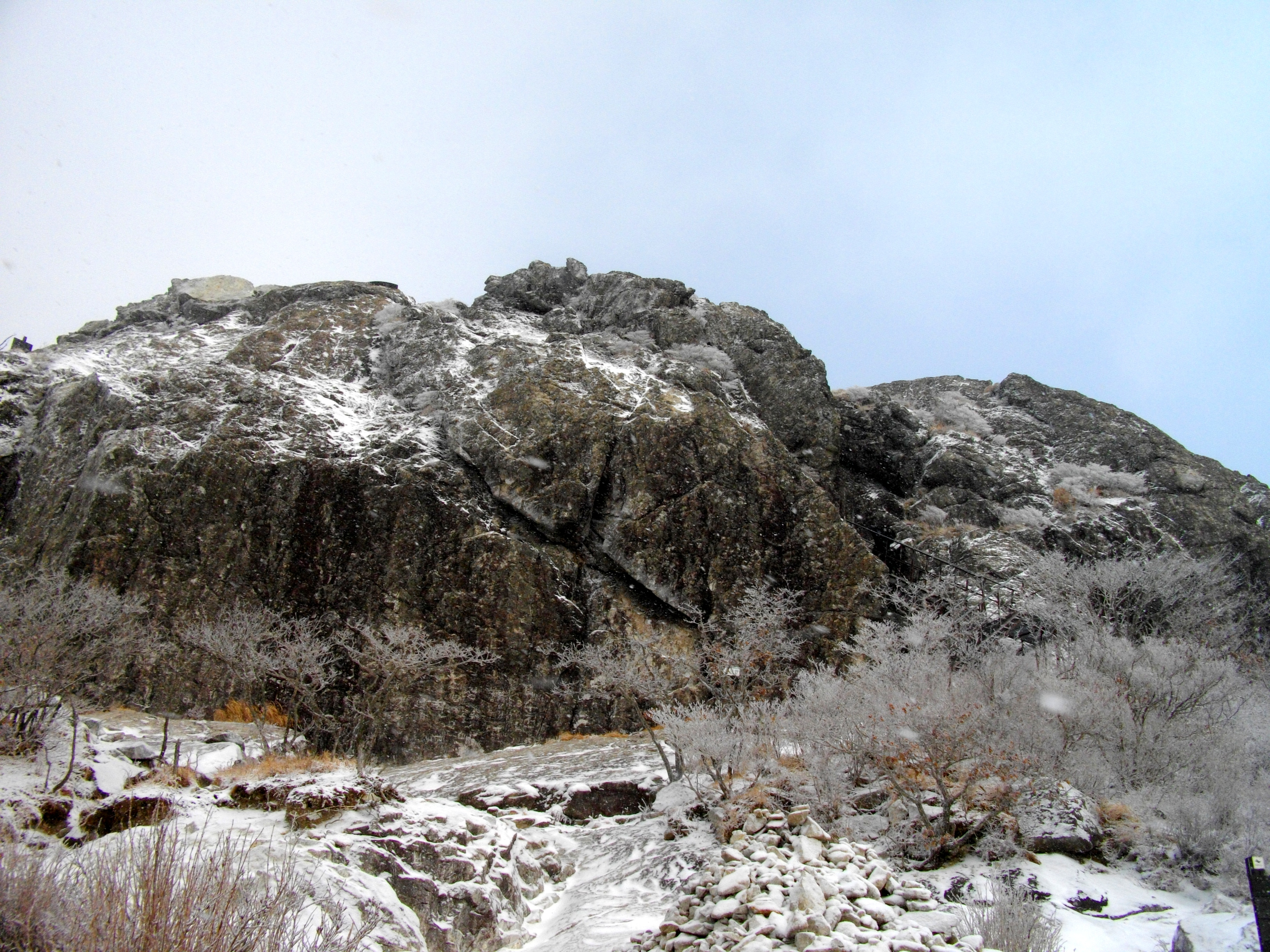
上王峰(2009年1月)
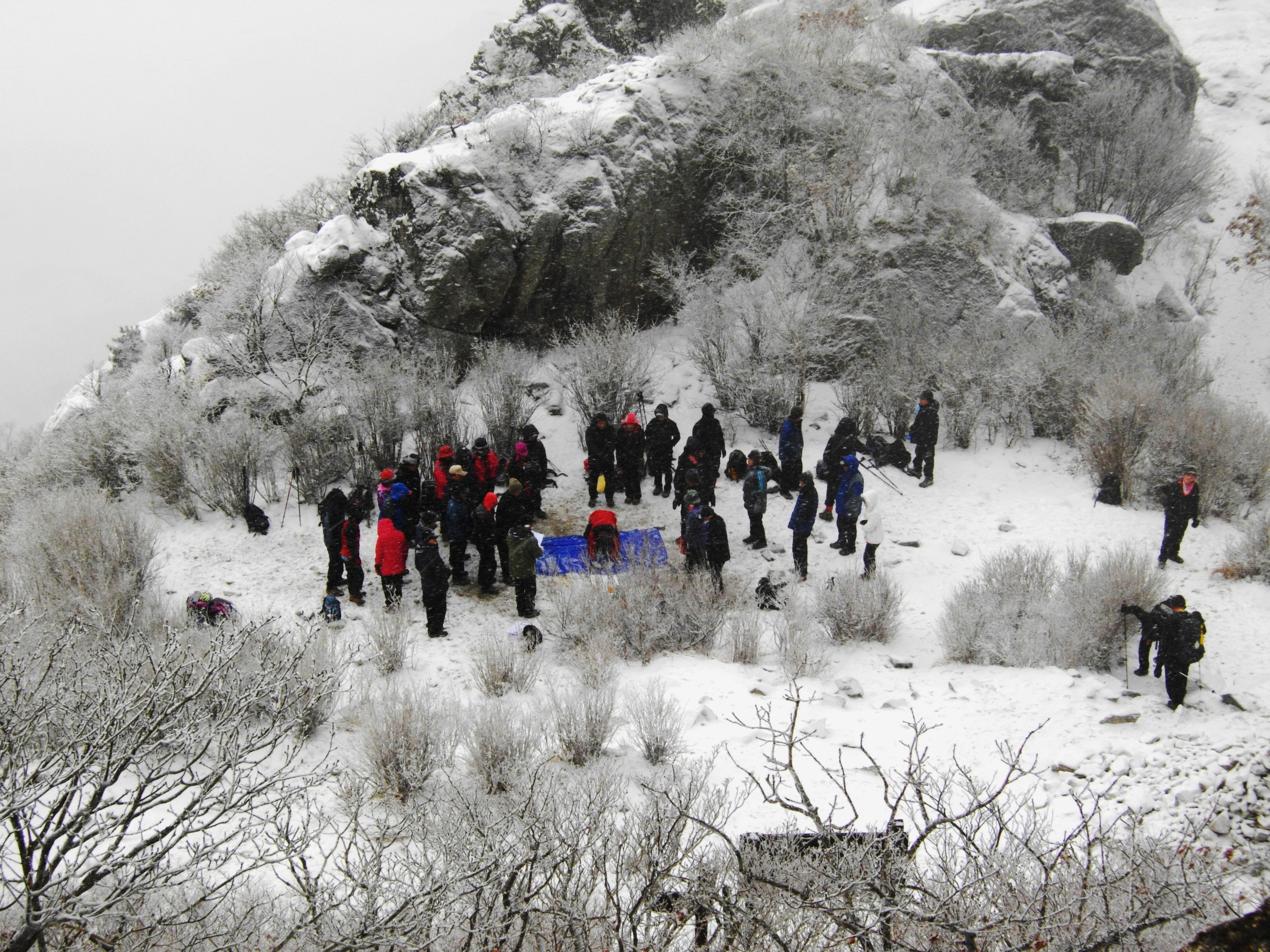
伽耶山での仏教儀式(2009年1月)
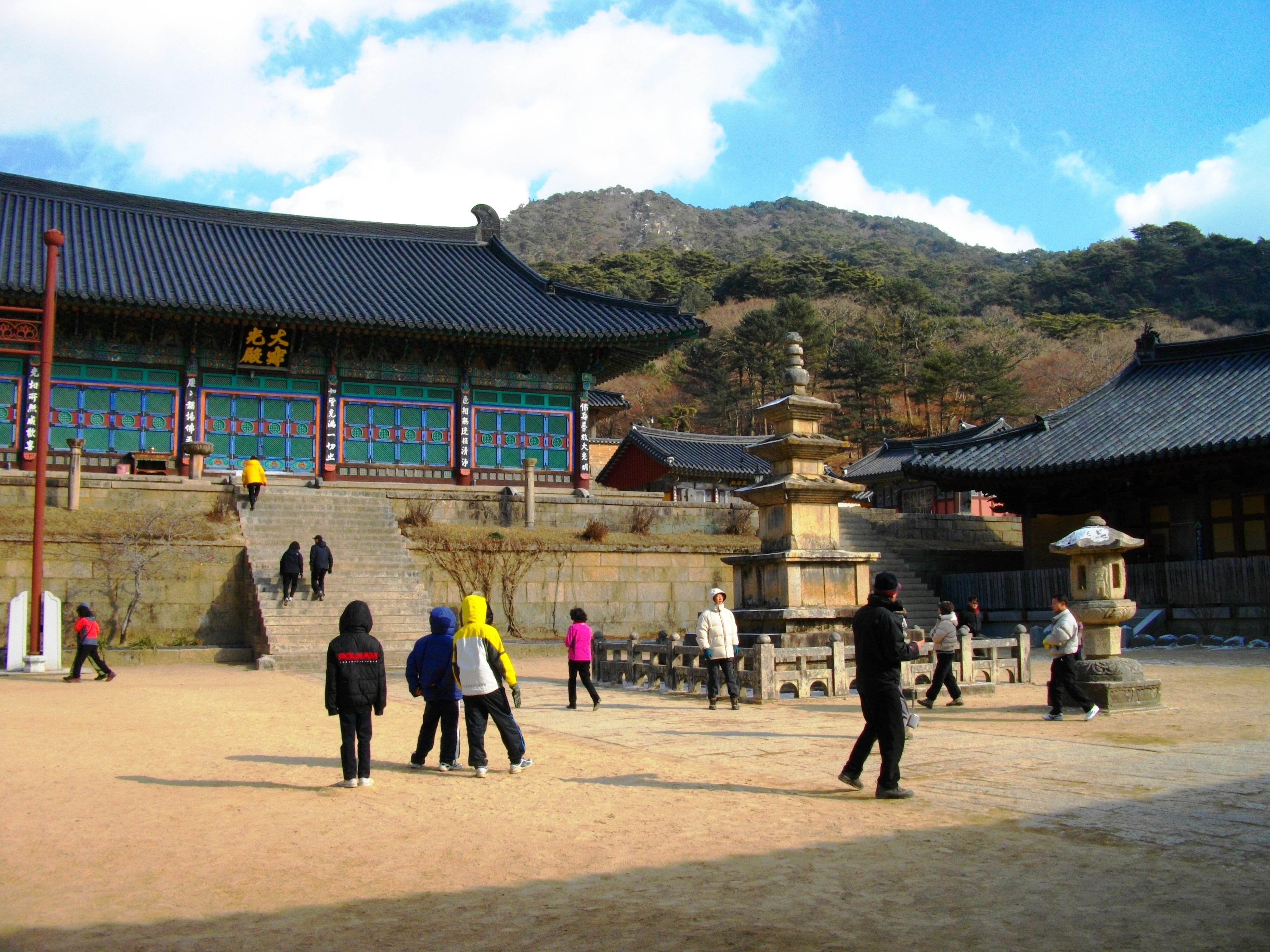
伽耶山麓の海印寺(2009年1月)